# Josef Stelibský
Josef Stelibský (5. prosince 1909, Vsetín – 28. dubna 1962, Hollywood, Kalifornie, USA) byl český pianista, kapelník, hudební redaktor, hudební skladatel a aranžér. Je spoluautorem čtrnácti operet a autorem hudby k více než padesáti českým filmům. Za svůj život složil mnoho dobových šlágrů a tanečních písní.

## Život
Josef Stelibský studoval na Pražské konzervatoři, kde byl žákem Jaroslava Křičky a Antonína Elschlegela. Studium nedokončil, odešel za rodiči na Slovensko a stal se ředitelem kůru chrámu sv. Martina v Turčianském sv. Martinu. Připravoval hudbu k němým filmům v místních biografech a zkomponoval své první písničky.
V roce 1932 se vrátil do Prahy. Řídil kavárenské orchestry a hrál na klavír v biografech. Začalo mu přát štěstí i v jeho skladatelské činnosti. Zkomponoval hudbu k historickému filmu Vězeň na Bezdězi a jeho písničky začaly vycházet v nakladatelství Ferryho Kováříka a posléze u Mojmíra Urbánka. Jeho první tiskem vydanou skladbou byl valčík Kdo jedenkrát měl někoho rád. V následujících letech slavil velké úspěchy na pražských operetních scénách a zkomponoval hudbu k více než padesáti filmům.
Po roce 1948 emigroval do Západního Německa, kde v rozhlasové stanici Svobodná Evropa připravoval pravidelné hudební pořady. V roce 1954 přesídlil do USA, kde usiloval o práci v americkém filmu. Své zdravotní a existenční problémy ukončil v roce 1962 údajnou sebevraždou. Pamětníci uvádějí také smrt nešťastnou náhodou, utopením ve vaně.

## Citát
| „                     | Josef Stelibský si však nic ze své slávy nedělal a choval se úplně normálně. V rozhlase jsem Stelibskému zpíval dost jeho krásných písní. Proto na něj mám hezké vzpomínky. Po únorových událostech roku 1948 odešel z vlasti a už jsem o něm neslyšel. Škoda, že tady takový úspěšný skladatel nezůstal. | “ |
| — Stanislav Procházka | |   |

## Dílo

### Filmová hudba
- Dnes neordinuji (režie Vladimír Slavínský, 1948)
- Nikdo nic neví (režie Josef Mach, 1947)
- Tři kamarádi (režie Václav Wasserman, 1947)
- Lavina (režie Miroslav Cikán, 1946)
- Řeka čaruje (J. Stelibský společně s Jiřím Srnkou, režie Václav Krška, 1945)
- Paklíč (režie Miroslav Cikán, 1944)
- Předtucha (režie Miroslav Cikán, 1944)
- Sobota (režie Václav Wasserman, 1944)
- U pěti veverek (režie Miroslav Cikán, 1944)
- Experiment (režie Martin Frič, 1943)
- Karel a já (režie Miroslav Cikán, 1942)
- Valentin Dobrotivý (režie Martin Frič, 1942)
- Pražský flamendr (režie Karel Špelina, 1941)
- Provdám svou ženu (režie Miroslav Cikán, 1941)
- Roztomilý člověk (režie Martin Frič, 1941)
- Artur a Leontýna (režie Miroslav Josef Krňanský, 1940)
- Pro kamaráda (režie Miroslav Cikán, 1940)
- Štěstí pro dva (režie Miroslav Cikán, 1940)
- Dobře situovaný pán (režie Miroslav Cikán, 1939)
- Kdybych byl tátou (režie Miroslav Cikán, 1939)
- Mořská panna (režie Václav Kubásek, 1939)
- Osmnáctiletá (režie Miroslav Cikán, 1939)
- Příklady táhnou (režie Miroslav Cikán, 1939)
- Studujeme za školou (režie Miroslav Cikán, 1939)
- Veselá bída (režie Miroslav Cikán, 1939)
- Bláhové děvče (režie Václav Binovec, 1938)
- Cikánská láska (režie Ada Pellová-Czivišová, Jan W. Speerger, Theodor Pištěk, 1938)
- Děti na zakázku (režie: Čeněk Šlégl, 1938)
- Holka nebo kluk? (režie Vladimír Slavínský, 1938)
- Ideál septimy (režie: Václav Kubásek, 1938)
- Armádní dvojčata (režie Jiří Slavíček, Čeněk Šlégl, 1937)
- Batalion (režie Miroslav Cikán, 1937)
- Falešná kočička (režie Vladimír Slavínský, 1937)
- Jarčin profesor (režie Jiří Slavíček, Čeněk Šlégl, 1937)
- Rozvod paní Evy (režie Jan Sviták, 1937)
- Vdovička spadlá s nebe (režie Vladimír Slavínský, 1937)
- Výdělečné ženy (režie Rolf Wanka, 1937)
- Manželství na úvěr (režie Oldřich Kmínek, 1936)
- Rozkošný příběh (režie Vladimír Slavínský, 1936)
- Světlo jeho očí (režie: Václav Kubásek, 1936)
- Pozdní láska (režie: Václav Kubásek, 1935)
- Výkřik do sibiřské noci (režie Vladimir Chinkulov Vladimírov, 1935)
- Pozdní máj (režie Leo Marten, 1934)
- Za řádovými dveřmi (režie Leo Marten, 1934)
- Diagnosa X (režie Leo Marten, 1933)
- Vězeň na Bezdězi (režie Vladimir Chinkulov Vladimírov, 1932)

### Operety
- Podej štěstí ruku (1936)
- Byli jsme a budem (1937)
- Brána do nebe (1937)
- Nám je hej (1938)
- Na šťastné planetě (1939)
- Petříček a Pavlíček(1940)
- Grand hotel Riviera (1941)
- Ostrov milování (1942)
- Dívka na plakátě (1943)
- Děti manéže (1943)
- Hvězdy nad Prahou (1943)
- U veselého kamzíka (1946)
- Praho, nashledanou (1948)

## Osobnosti filmu a divadla o Josefu Stelibském
Jára Kohout
- Josef Stelibský skládal dobré šlágry, ale v Americe je neprodal. V tom se podobal Jaroslavu Ježkovi, který přijel do Ameriky s Voskovcem a Werichem a nesl s sebou v aktovce i v hlavě moderní melodie. Přesto, že měl "styky", živořil v zemi neomezených možností až do své smrti. Josef Stelibský vyšel kose vstříc. Hned několika cestami, aby se už opravdu nemohl vrátit.[2]